# Moda recatada

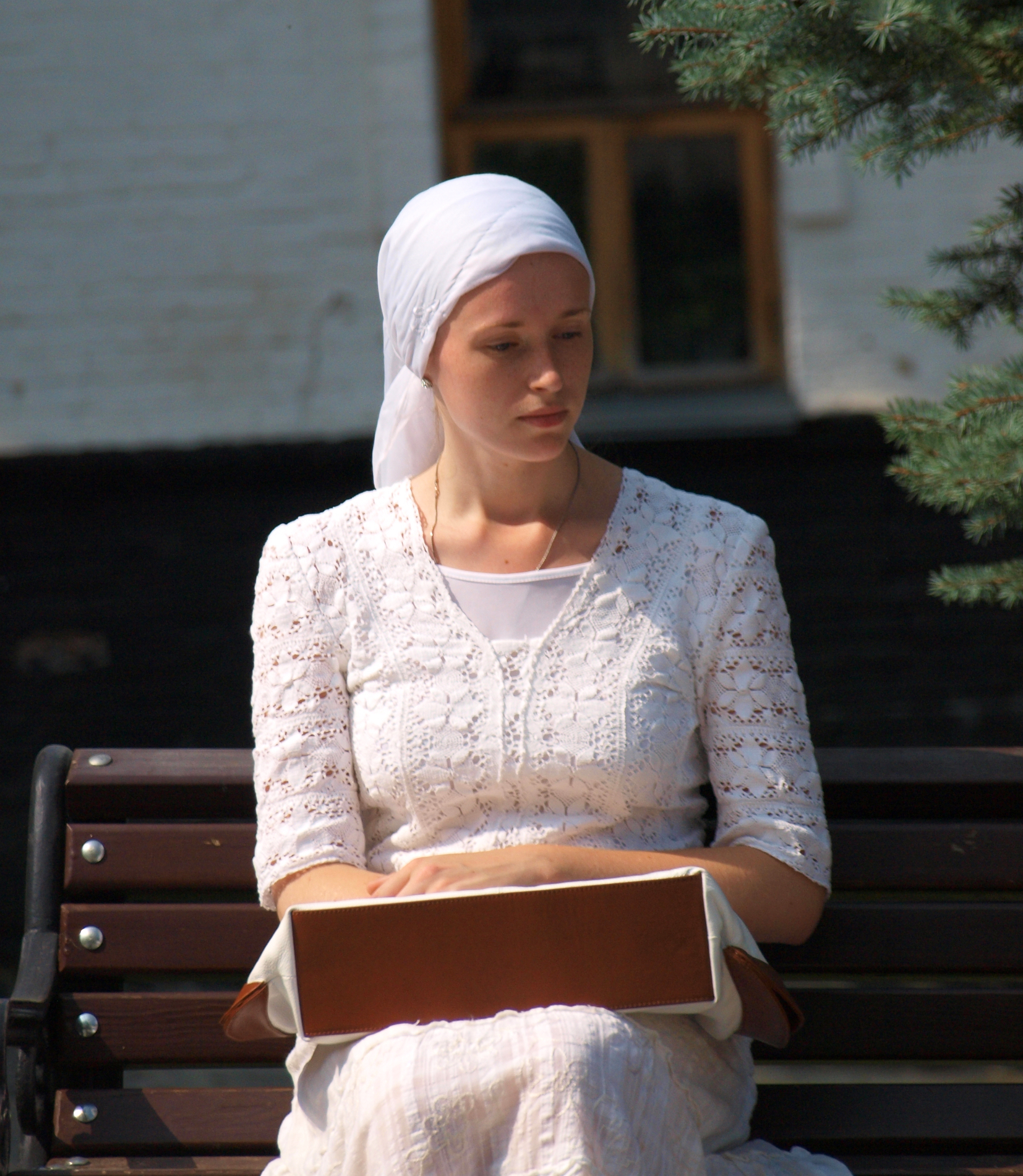
Mujer ucraniana con vestido y tocado ortodoxo.

La moda recatada (también llamada moda modesta como anglicismo del falso amigo modest fashion) es una controvertida tendencia de moda femenina basada en ropa poco reveladora, originada en obligaciones estilísticas religiosas. El término fue acuñado por diseñadores de ropa musulmanes y tiene su máxima influencia en esta religión, pero también bebe de simples preferencias personales conservadoras. Se trata de una industria en boga en la década tardía de 2010, con 250.000 millones movidos en industria al término de 2018.

## Historia
La ropa recatada ha sido un elemento común de las religiones abrahámicas desde la antigüedad. En particular, la práctica femenina de ocultar el cabello en público tiene presencia en el judaísmo ortodoxo con la prenda llamada tichel, en el Islam con el hiyab y en ciertas ramas del cristianismo con varios tipos de tocados.
El 28 de julio de 2015 se celebró un encuentro mundial en Turín con el fin de definir los estándares de la moda recatada. El fenómeno ha continuado en aumento, y ha sido estudiado por eruditos como Reina Lewis del London College of Fashion, entre cuyos trabajos pueden encontrarse Modest Fashion: Styling Bodies, Mediating Faith (2013) y Muslim Fashion: Contemporary Style Cultures (2015).

## Recepción
La presencia de esta tendencia en el primer mundo ha conllevado una enorme controversia. Mientras que portavoces de colectivos religiosos han hablado en su favor, agrupaciones feministas la han criticado como una apología de la opresión femenina.
Mujeres musulmanas y judías entrevistadas en 2019 consideraron la moda recatada como un elemento empoderante para sí mismas. Asimismo, la periodista de moda judía Michelle Honig afirmó que "hay un malentendido general sobre que la moda recatada es inherentemente opresiva. Si mujeres de los supuestos 'países liberados' eligen cubrirse el cuerpo, entonces han tomado una decisión. Tienen agencia."
Por otro lado, con motivo de una pasarela de moda recatada celebrada en Frankfurt en 2019, Inge Bell del grupo feminista Terre des Femmes constató que la exhibición era "una bofetada en la cara de todas las niñas y mujeres en el mundo que no desean llevar velo o desean quitárselo". Una carta enviada por feministas a la revista alemana Emma añadió que constituía un ataque contra los activistas de los derechos de la mujer, y recordó que "cada año, miles de mujeres en Irán son castigadas por violar este código de vestimenta".